# Thesium nigrum
Thesium nigrum är en sandelträdsväxtart som beskrevs av Arthur William Hill. Thesium nigrum ingår i släktet spindelörter, och familjen sandelträdsväxter. Inga underarter finns listade i Catalogue of Life.